# WhoSampled
WhoSampled és una pàgina web i una base de dades d'informació sobre música samplejada, versions i remixos.
La web fou creada el 2008 a Londres per Nadav Poraz, com a eina que permet identificar els samples i versions de cançons. El 2012 i 2014 varen sortir les versions per iPhone i Android, respectivament. La base de dades de la web és generada pels usuaris i revisada per moderadors abans de penjar-se a la xarxa.
El 2015 el lloc va afegir secció per pel·lícules i clips televisius. L'any següent, es va associar amb Spotify i va introduir un joc inspirat en els sis graus de separació que rastreja relacions entre artistes, productors i les seves cançons. L'octubre de 2017, WhoSampled es va associar amb KPM i Ableton per organitzar el tercer concurs "Samplethon" als estudis Point Blank de Londres.